# Neumann Károly (lelkész)
Neumann Károly (1820 – 1890) evangélikus lelkipásztor, Petőfi Sándor barátja.

## Családja
Édesapja Neumann Frigyes, édesanyja Baumvecs Julianna. A család Aszódon élt, ahol kékfestő üzemük mellett diákok elszállásolásával (diáktartással) foglalkoztak. 
Amikor a Petrovics család Aszódra küldte Sándor nevű fiát (a későbbi Petőfit), a Neumann-család segítségét kérték. Aszódon Petőfi és az osztályelső Neumann Károly osztálytársak és jó barátok voltak. Neumann nagyon szerette a verseket és Petőfi is ebben az időben kezdett el verseket írni, valamint nagyon jó eredményeket ért el az osztályban. Neumann franciára is tanította a későbbi híres költőt, akivel együtt mentek tanulni Selmecre. 
1841-ben Petőfi ismét Neumann Károlynál lakott egy időre.
1844-ben Neumann Pestre érkezett, hogy a Benyovszky család nevelője legyen. Neumann megkereste Petőfit, aki egy ideig nála lakott. Hálából Petőfi a Pesti Divatlapnál állást szerzett Neumann számára, aki Új Károly néven kezdett el publikálni. Petőfi neki ajánlotta a János Vitézt.
Teológiai tanulmányai miatt Neumann elhagyta Magyarországot 1847-ben. 1848-ban már Orosházán lett evangélikus segédlelkész. A szabadságharc idején kezdeményezte, hogy a templomi harangból ágyút öntsenek és azt a helyi tüzérek használják. 
1849-ben Arad vármegyében járvány miatt meghalt egy evangélikus lelkész. Neumann Károly ekkor megpályázta a megüresedett lelkészi helyet, így lett 1849-től Fazekasvarsánd evangélikus lelkésze. 
1850-ben feleségül vette Mikolay Vilmát, egy evangélikus lelkész leányát. 
Egészen 1875-ig maradt aktív, majd nyugdíjba ment, de 1880-ig lelkészként szolgálatot végzett.
1880-ban Neumann publikálta Petőfi addig ismeretlen verseit. 1890-ben halt meg.

## Petőfi verse Neumann Károlyhoz
Neumann Károly emlékkönyvébe
Szeretlek, mint a hold a csendes éjet,

Miként a léget a szabad madár

Szeretlek oh, barátom, míg az élet

Köréből a halál a sírba zár.